# Alberto Cardaccio
Alberto Víctor Cardaccio (ur. 26 sierpnia 1949, zm. 28 stycznia 2015) – piłkarz urugwajski, pomocnik (rozgrywający). Wzrost 175 cm, waga 78 kg.
Będąc piłkarzem klubu Danubio FC wziął udział wraz z reprezentacją Urugwaju w finałach Mistrzostw Świata w 1974 roku, gdzie Urugwaj odpadł już w fazie grupowej. Zagrał tylko w jednym meczu - z Bułgarią.
Nigdy nie wziął udziału w turnieju Copa América.
Od 31 maja 1972 do 19 czerwca 1974 Cardaccio rozegrał w reprezentacji Urugwaju 18 meczów
Grał również w Meksyku, w klubie Tigres.